# Claude de la Sengle
Claude de la Sengle (1494 – Mdina, 18 agosto 1557) è stato Gran Maestro dell'Ordine di Malta dall'11 settembre 1553 fino alla sua morte.

## Vita
Nativo francese, de la Sengle, divenne Balì della langue d'Aubusson. Venne coinvolto numerose volte nelle battaglie con i corsari turchi e con il capitano corsaro Targut Reis nel Mar Mediterraneo e nel Nordafrica, specialmente negli assedi di Djerba e Tripoli.
De la Sengle diede un consistente apporto all'assetto militare di Malta, in particolare dal 1554 con lo sviluppo della città di Senglea, che da lui prese il nome e che ottenne di portare sul proprio gonfalone cittadino lo stemma di famiglia di Claude de la Sengle. Egli ingrandì anche il forte San Michele con grandi bastioni e completò il forte di Sant'Elmo, iniziato dal suo predecessore, Juan de Homedes.
De la Sengle morì a Notabile, com'era nota in quel tempo la città di Mdina il 18 agosto 1557 e venne dapprima sepolto nella cappella di Sant'Anna del forte Sant'Angelo di Vittoriosa. Il suo cuore venne sepolto nella Chiesa dell'Annunciazione, presso Rabat.